# Стєпан Главина
Стєпан Главина (сербохорв. Stjepan Glavina, 27 серпня 1941, Клис) — югославський футбольний арбітр. Арбітр ФІФА у 1979—1987 роках.

## Кар'єра
В 1979 році отримав статус міжнародного арбітра і відсудив декілька матчів національних збірних та єврокубків.
Зокрема працював на матчах відбору до чемпіонату світу 1982 року та чемпіонату Європи 1984 року.
У 1987 році у Чилі відбувся молодіжний чемпіонат світу U-20, де Главина відсудив один матч, США — Саудівська Аравія (1:0).